# Bifur (Schriftart)
Bifur wurde 1929 von dem französischen Plakatkünstler und Typografen A. M. Cassandre für die Schriftgießerei Deberny & Peignot entworfen. Seit Ende 1927 arbeitete er an ihrer Entwicklung. Als Plakatgestalter betrachtete Cassandre den Buchstaben und die Schrift nicht nur als Informationsträger, sondern gleichrangig zur Bildidee als grafische Form. Er fasste den Buchstaben nicht mehr als eine lineare Form auf, sondern als Fläche. Die Schrift wurde so zum Spielfeld für Farb- und Weissräume.
Bifur ist eine der eindrucksvollsten Akzidenzschriften der Art déco Ära. Sie wurde für die Werbung geschaffen und sollte sich in erster Linie im Gedächtnis der Betrachter einprägen. Cassandre vereinfachte den Aufbau der Buchstaben, verstärkte den geometrischen Aspekt ihrer Formen und schraffierte einzelne Flächen der Buchstaben oder ihre Punzen. Die flächigen, geometrischen Buchstabenformen und die schraffierten Flächen waren als zweiteilige Lettern (auf zwei getrennten Kegeln) angelegt, so konnte die Bifur in zwei Farben gedruckt werden. Bifur ist durch die fetten und dünnen Linien und Querbalken eine sehr auffällig gestaltete Schrift des Art déco.
2004 wurde Bifur von Richard Kegler in sechs Schriftschnitten bei International House of Fonts (IHOF) neu herausgebracht.

## Zitat

Das Konstruktionsprinzip der Schrift BIFUR als zweigeteilte Letter von Cassandre

In der Zeitschrift Arts et Métiers graphiques Nr. 9 stellte Cassandre seine Bifur-Schrift vor und schrieb unter anderem über sie:
„Vorsicht! Bifur wurde wie ein Eisenbahnsignal entworfen, damit sie funktioniert – Vollbremsung. Wenn sie aus Versehen, aufgrund des Fehlers eines ungeschickten Typographen nicht funktioniert – dann ist die Katastrophe unausweichlich. Bifur ist als Werbeschrift entworfen worden, um ein Wort, ein einziges Wort, ein Plakatwort zu drucken.“